# Liên đoàn Lao động Nhật Bản
Liên đoàn Lao động Nhật Bản (tiếng Nhật: 日本労働組合総同盟 Nippon Rōdō Kumiai Sōdōmei) là một liên đoàn công đoàn quốc gia tại Nhật Bản.
Liên đoàn này được thành lập vào năm 1946, chủ yếu thông qua nỗ lực của các đoàn viên công đoàn từng tham gia vào Liên đoàn Lao động Nhật Bản trước chiến tranh. Liên đoàn mới tự liên kết với Đảng Xã hội Nhật Bản.  Đến năm 1948, liên đoàn này tuyên bố có tổng cộng 924.302 thành viên, ít hơn một chút so với tổ chức đối thủ cộng sản Sanbetsu.
Năm 1950, nhiều chi nhánh rời đi để tham gia Tổng hội Công đoàn Nhật Bản mới, và đến năm 1954, thành viên của các chi nhánh Sodomei đã giảm xuống còn 240.000. Năm đó, nhiều chi nhánh còn lại của nó đã tách ra để tham gia Đại hội Công đoàn toàn Nhật Bản (Zenro) mới, Sodomei còn sống sót là một nhóm nhỏ, bảo thủ với bảy chi nhánh. Năm 1964, nó hợp nhất với Zenro và Hội đồng Công đoàn Công nhân Chính phủ Quốc gia để lập nên Liên minh Lao động toàn Nhật Bản.

## Chi nhánh
Các công đoàn sau đây được liên kết vào năm 1945:
| Công đoàn                                          | Viết tắt         |
| -------------------------------------------------- | ---------------- |
| Liên minh Công đoàn ngành Dệt may Quốc gia         | Zensendomei      |
| Liên minh Công đoàn Công nghiệp Kim loại Quốc gia  | Zenkindomei      |
| Liên minh Công đoàn Công nghiệp Hóa chất Quốc gia  | Kagakudomei      |
| Liên minh Công đoàn ngành Gỗ Quốc gia              |                  |
| Liên minh Công đoàn Công nghiệp Thực phẩm Quốc gia | Zenkoku Shokuhin |
| Liên minh Công đoàn Lực lượng Vũ trang Quốc gia    | Zenchuro         |
| Liên minh Công đoàn Vận tải Kanto                  |                  |
| Liên đoàn Lao động Mỏ Nhật Bản                     | Nikko            |
| Liên đoàn Lao động Cục Độc quyền Quốc gia          | Zensenbai        |
| Tổng Liên đoàn Nhân viên Quân y Nhật Bản           |                  |
| Liên đoàn Lao động Giao thông Đô thị Nhật Bản      | Toshiko          |
| Liên minh Công đoàn ngành In Quốc gia              | Zeninsatsu       |
| Liên đoàn Lao động Quốc gia                        | Zenkokudoken     |

Các công đoàn sau đây là các chi nhánh sau này:
| Viết tắt              | Công đoàn                                            | Thành lập | Rời khỏi | Lý do                   | Thành viên (1958) |
| --------------------- | ---------------------------------------------------- | --------- | -------- | ----------------------- | ----------------- |
| Zenka Domei           | Liên đoàn Công nhân Hóa chất Quốc gia                | 1951      | 1964     | Chuyển sang Domei       | 31.801            |
| Zen Doken Domei       | Liên đoàn Công nhân Xây dựng Quốc gia                |           |          |                         | 1.462             |
| Zen Shokuhin Domei    | Liên đoàn Công nhân Công nghiệp Thực phẩm Quốc gia   | 1947      | 1964     | Chuyển sang Domei       | 13.800            |
| Kowan Jyunbikai       | Ủy ban Trù bị Liên đoàn Công nhân Cảng Quốc gia      |           |          | Chuyển sang Domei       | 1.916             |
| Shin Mitsubishi Jyuko | Công đoàn Công nhân Công nghiệp nặng Shin Mitsubishi |           | 1964     | Chuyển sang Domei       | 22.314            |
| Zenkin Domei          | Liên đoàn Công nhân Công nghiệp Kim loại Quốc gia    | 1951      | 1964     | Chuyển sang Domei       | 64.043            |
| Zen Tanko             | Liên đoàn Công nhân Mỏ than Quốc gia                 | 1952      | 1964     | Chuyển sang Domei       | 44.604            |
| Sodomei Ken Rengokai  | Hiệp hội Tỉnh bộ Sodomei                             |           |          |                         | 35.574            |
| Zosen Soren           | Liên đoàn Công nhân Đóng tàu Quốc gia                | 1951      | 1964     | Chuyển sang Domei       | 28.462            |
| Zen Koun Domei        | Liên đoàn Công nhân Giao thông Vận tải Quốc gia      |           | 1964     | Sáp nhập vào Kotsuroren | 6.059             |

## Chủ tịch
1946: Komakichi Matsuoka
1952: Yonekichi Kim
1959: Masashichi Motoi